# Montegrappa
Montegrappa ist ein italienischer Schreibgerätehersteller, der zusätzlich Schmuck wie Uhren oder Manschettenknöpfe vertreibt. Der Hersteller ist bekannt für seine Füllfederhalter im Hochpreissegment.

## Geschichte
Montegrappa gilt als der älteste Schreibgerätehersteller Italiens. Die Firma wurde 1912 in Bassano del Grappa von den österreichischen Unternehmern Edwige Hoffman und Heidrich Helm gegründet. Der Stadt liegt am Fuße des Berges Monte Grappa, nach dem der Hersteller benannt wurde. Während des Ersten Weltkrieges wurden die Einheiten der italienischen Streitkräfte mit Füllern der Montegrappamarke Elmo ausgerüstet. Durch diesen Auftrag wurde der Hersteller zum Massenhersteller von Schreibgeräten. Angeblich sollen auch die Schriftsteller Ernest Hemingway und John Dos Passos mit diesen Füllern ihre Beobachtung über den Krieg festgehalten haben. So soll Hemingway die Berichte von Verwundeten für den Roman A Farewell to Arms (dt. In einem andern Land) mit einem Elmo-Füller verfasst haben. Dies ist sehr gut möglich, da beide Schriftsteller als Freiwillige im Krieg gedient haben und der Elmo-Füller ein weit verbreitetes Massenprodukt war. Im Nachhinein ist es aber kaum nachweisbar, welche Schriftstücke wirklich von den genannten Schriftstellern mit Füllern dieses Herstellers verfasst wurden.

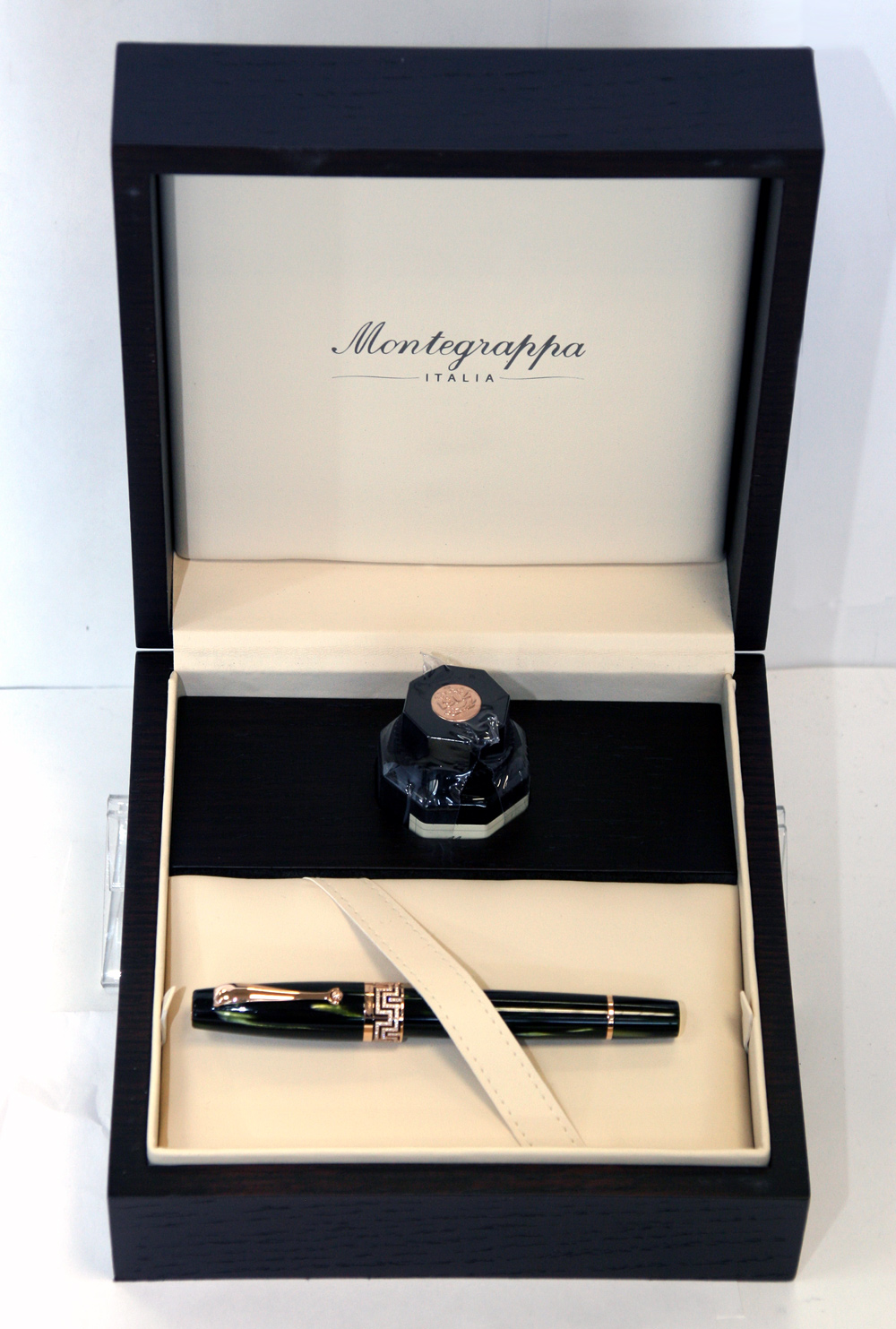
Schreibset von Montegrappa

Heutzutage produziert der Hersteller nur noch im Hochpreissegment. Die Marke war bis 2009 im Besitz der Schweizer Gruppe Richemont. Bis zu dieser Zeit wurde ein großer Teil der Schreibgeräte bei Montblanc in Hamburg produziert.